# Povorsk
Povorsk (ucraniano: Пово́рськ; polaco: Powórsk) es un municipio rural y pueblo de Ucrania perteneciente al raión de Kóvel de la óblast de Volinia.
En 2018 el municipio tenía una población de 4462 habitantes, de los que algo menos de dos mil vivían en la capital municipal y el resto repartidos en diez pedanías. El municipio fue fundado en 2016 mediante la fusión de los consejos rurales de Povorsk, Kozlýnychi, Pisochne y Sytóvychi. Además de estos cuatro pueblos, pertenecen al actual municipio otros siete: Hryvyatky, Húlivka, Zayáchivka, Lukivka, Ozerné, Svitle y Shkurat.
Se ubica a medio camino entre Manévychi y Kóvel, al norte de la carretera E373 que une Kiev con Varsovia.

## Historia
Se conoce la existencia del pueblo en documentos desde 1498. En 1511, Segismundo I Jagellón el Viejo entregó el señorío a la familia noble Ostrogski, pero con el tiempo pasó a pertenecer a los Zbaraski y los Sanguszko. En la partición de 1795 pasó a formar parte del Imperio ruso, que estableció aquí la sede de una vólost en el uyezd de Kóvel de la gobernación de Volinia. A principios del siglo XX se abrió aquí una estación del ferrocarril de Sarny a Kóvel. Hasta 2016 era sede de un consejo rural que únicamente incluía como pedanías a Húlivka, Zayáchivka y Ozerné.